# Grand Prix Singapuru 2013
Grand Prix Singapuru 2013 (oficjalnie 2013 Formula 1 SingTel Singapore Grand Prix) – trzynasta runda Mistrzostw Świata Formuły 1 w sezonie 2013.

## Lista startowa
| Nr | Kierowca            | Zespół                        | Samochód          | Silnik               | Opony |
| -- | ------------------- | ----------------------------- | ----------------- | -------------------- | ----- |
| 1  | Sebastian Vettel    | Infiniti Red Bull Racing      | Red Bull RB9      | Renault RS27-2013    | P     |
| 2  | Mark Webber         | Infiniti Red Bull Racing      | Red Bull RB9      | Renault RS27-2013    | P     |
| 3  | Fernando Alonso     | Scuderia Ferrari              | Ferrari F138      | Ferrari 056          | P     |
| 4  | Felipe Massa        | Scuderia Ferrari              | Ferrari F138      | Ferrari 056          | P     |
| 5  | Jenson Button       | Vodafone McLaren Mercedes     | McLaren MP4-28    | Mercedes-Benz FO108F | P     |
| 6  | Sergio Pérez        | Vodafone McLaren Mercedes     | McLaren MP4-28    | Mercedes-Benz FO108F | P     |
| 7  | Kimi Räikkönen      | Lotus F1 Team                 | Lotus E21         | Renault RS27-2013    | P     |
| 8  | Romain Grosjean     | Lotus F1 Team                 | Lotus E21         | Renault RS27-2013    | P     |
| 9  | Nico Rosberg        | Mercedes AMG Petronas F1 Team | Mercedes F1 W04   | Mercedes-Benz FO108F | P     |
| 10 | Lewis Hamilton      | Mercedes AMG Petronas F1 Team | Mercedes F1 W04   | Mercedes-Benz FO108F | P     |
| 11 | Nico Hülkenberg     | Sauber F1 Team                | Sauber C32        | Ferrari 056          | P     |
| 12 | Esteban Gutiérrez   | Sauber F1 Team                | Sauber C32        | Ferrari 056          | P     |
| 14 | Paul di Resta       | Sahara Force India F1 Team    | Force India VJM06 | Mercedes-Benz FO108F | P     |
| 15 | Adrian Sutil        | Sahara Force India F1 Team    | Force India VJM06 | Mercedes-Benz FO108F | P     |
| 16 | Pastor Maldonado    | Williams F1 Team              | Williams FW35     | Renault RS27-2013    | P     |
| 17 | Valtteri Bottas     | Williams F1 Team              | Williams FW35     | Renault RS27-2013    | P     |
| 18 | Jean-Éric Vergne    | Scuderia Toro Rosso           | Toro Rosso STR8   | Ferrari 056          | P     |
| 19 | Daniel Ricciardo    | Scuderia Toro Rosso           | Toro Rosso STR8   | Ferrari 056          | P     |
| 20 | Charles Pic         | Caterham F1 Team              | Caterham CT03     | Renault RS27-2013    | P     |
| 21 | Giedo van der Garde | Caterham F1 Team              | Caterham CT03     | Renault RS27-2013    | P     |
| 22 | Jules Bianchi       | Marussia F1 Team              | Marussia MR02     | Cosworth CA2013      | P     |
| 23 | Max Chilton         | Marussia F1 Team              | Marussia MR02     | Cosworth CA2013      | P     |
| Nr | Kierowca            | Zespół                        | Samochód          | Silnik               | Opony |

## Wyniki

### Sesje treningowe
Źródło: Wyprzedź Mnie!
| Sesja | Nr | Kierowca         | Konstruktor      | Czas     | Okr. |
| ----- | -- | ---------------- | ---------------- | -------- | ---- |
| 1     | 10 | Lewis Hamilton   | Mercedes         | 1:47,055 | 20   |
| 2     | 1  | Sebastian Vettel | Red Bull-Renault | 1:44,249 | 34   |
| 3     | 1  | Sebastian Vettel | Red Bull-Renault | 1:44,173 | 15   |

### Kwalifikacje
Źródło: Wyprzedź Mnie!
| Poz. | Nr | Kierowca            | Konstruktor          | Q1       | Q2       | Q3       | Poz. s. |
| ---- | -- | ------------------- | -------------------- | -------- | -------- | -------- | ------- |
| 1    | 1  | Sebastian Vettel    | Red Bull-Renault     | 1:45,376 | 1:42,905 | 1:42,841 | 1       |
| 6    | 9  | Nico Rosberg        | Mercedes             | 1:45,208 | 1:43,892 | 1:42,932 | 2       |
| 3    | 8  | Romain Grosjean     | Lotus-Renault        | 1:45,851 | 1:43,957 | 1:43,058 | 3       |
| 4    | 2  | Mark Webber         | Red Bull-Renault     | 1:45,271 | 1:43,727 | 1:43,152 | 4       |
| 5    | 10 | Lewis Hamilton      | Mercedes             | 1:44,196 | 1:43,920 | 1:43,254 | 5       |
| 6    | 4  | Felipe Massa        | Ferrari              | 1:45,658 | 1:44,376 | 1:43,890 | 6       |
| 7    | 3  | Fernando Alonso     | Ferrari              | 1:45,115 | 1:44,153 | 1:43,938 | 7       |
| 8    | 5  | Jenson Button       | McLaren-Mercedes     | 1:45,009 | 1:44,497 | 1:44,283 | 8       |
| 9    | 19 | Daniel Ricciardo    | Toro Rosso-Ferrari   | 1:45,379 | 1:44,407 | 1:44,439 | 9       |
| 10   | 12 | Esteban Gutiérrez   | Sauber-Ferrari       | 1:45,483 | 1:44,245 | –        | 10      |
| 11   | 11 | Nico Hülkenberg     | Sauber-Ferrari       | 1:45,381 | 1:44,555 | –        | 11      |
| 12   | 18 | Jean-Éric Vergne    | Toro Rosso-Ferrari   | 1:45,657 | 1:44,588 | –        | 12      |
| 13   | 7  | Kimi Räikkönen      | Lotus-Renault        | 1:45,522 | 1:44,658 | –        | 13      |
| 14   | 6  | Sergio Pérez        | McLaren-Mercedes     | 1:45,164 | 1:44,752 | –        | 14      |
| 15   | 15 | Adrian Sutil        | Force India-Mercedes | 1:45,960 | 1:45,185 | –        | 15      |
| 16   | 17 | Valtteri Bottas     | Williams-Renault     | 1:45,982 | 1:45,388 | –        | 16      |
| 17   | 14 | Paul di Resta       | Force India-Mercedes | 1:46,121 | –        | –        | 17      |
| 18   | 16 | Pastor Maldonado    | Williams-Renault     | 1:46,619 | –        | –        | 18      |
| 19   | 20 | Charles Pic         | Caterham-Renault     | 1:48,111 | –        | –        | 19      |
| 20   | 21 | Giedo van der Garde | Caterham-Renault     | 1:48,320 | –        | –        | 10      |
| 21   | 22 | Jules Bianchi       | Marussia-Cosworth    | 1:48,830 | –        | –        | 21      |
| 22   | 23 | Max Chilton         | Marussia-Cosworth    | 1:48,930 | –        | –        | 22      |

### Wyścig
Źródło: Wyprzedź Mnie!
| P                 | + / –     | Nr | Kierowca            | Konstruktor          | Okr. | Czas / Strata | Komentarz       |
| ----------------- | --------- | -- | ------------------- | -------------------- | ---- | ------------- | --------------- |
| 1                 | Bez zmian | 1  | Sebastian Vettel    | Red Bull-Renault     | 61   | 1h59m16,132   |                 |
| 2                 | 5         | 3  | Fernando Alonso     | Ferrari              | 61   | +0:32,627     |                 |
| 3                 | 10        | 7  | Kimi Räikkönen      | Lotus-Renault        | 61   | +0:43,920     |                 |
| 4                 | 2         | 9  | Nico Rosberg        | Mercedes             | 61   | +0:51,155     |                 |
| 5                 | Bez zmian | 10 | Lewis Hamilton      | Mercedes             | 61   | +0:53,159     |                 |
| 6                 | Bez zmian | 4  | Felipe Massa        | Ferrari              | 61   | +1:03,877     |                 |
| 7                 | 1         | 5  | Jenson Button       | McLaren-Mercedes     | 61   | +1:23,354     |                 |
| 8                 | 6         | 6  | Sergio Pérez        | McLaren-Mercedes     | 61   | +1:23,820     |                 |
| 9                 | 2         | 11 | Nico Hülkenberg     | Sauber-Ferrari       | 61   | +1:24,261     |                 |
| 10                | 5         | 15 | Adrian Sutil        | Force India-Mercedes | 61   | +1:24,668     |                 |
| 11                | 7         | 16 | Pastor Maldonado    | Williams-Renault     | 61   | +1:28,479     |                 |
| 12                | 2         | 12 | Esteban Gutiérrez   | Sauber-Ferrari       | 61   | +1:37,894     |                 |
| 13                | 3         | 17 | Valtteri Bottas     | Williams-Renault     | 61   | +1:45,161     |                 |
| 14                | 2         | 18 | Jean-Éric Vergne    | Toro Rosso-Ferrari   | 61   | +1:53,512     |                 |
| 15                | 11        | 2  | Mark Webber         | Red Bull-Renault     | 60   | +1 okr.       | Skrzynia biegów |
| 16                | 4         | 21 | Giedo van der Garde | Caterham-Renault     | 60   | +1 okr.       |                 |
| 17                | 5         | 23 | Max Chilton         | Marussia-Cosworth    | 60   | +1 okr.       |                 |
| 18                | 3         | 22 | Jules Bianchi       | Marussia-Cosworth    | 60   | +1 okr.       |                 |
| 19                | Bez zmian | 20 | Charles Pic         | Caterham-Renault     | 60   | +1 okr.       |                 |
| 20                | 3         | 14 | Paul di Resta       | Force India-Mercedes | 54   | +7 okr.       | Wypadek         |
| Niesklasyfikowani |           |    |                     |                      |      |               |                 |
|                   |           | 8  | Romain Grosjean     | Lotus-Renault        | 37   | Pneumatyka    |                 |
|                   |           | 19 | Daniel Ricciardo    | Toro Rosso-Ferrari   | 23   | Wypadek       |                 |
| P                 | + / –     | Nr | Kierowca            | Konstruktor          | Okr. | Czas / Strata | Komentarz       |

### Najszybsze okrążenie
Źródło: Wyprzedź Mnie!
| Nr | Kierowca         | Konstruktor      | Czas     | Okr. |
| -- | ---------------- | ---------------- | -------- | ---- |
| 1  | Sebastian Vettel | Red Bull-Renault | 1:48,574 | 46   |

## Prowadzenie w wyścigu
Źródło: Racing-Reference
| Nr                              | Kierowca         | Okrążenia | Suma |
| ------------------------------- | ---------------- | --------- | ---- |
| 1                               | Sebastian Vettel | 1-61      | 61   |
| \| Wykres \| \| ------ \| \| \| |                  |           |      |
| Wykres                          |                  |           |      |
|                                 |                  |           |      |

## Klasyfikacja po wyścigu

### Kierowcy
| P  | +/− | Kierowca            | Starty | Punkty | P1 | P2 | P3 | PP | NO | NS |
| -- | --- | ------------------- | ------ | ------ | -- | -- | -- | -- | -- | -- |
| 1  | 0   | Sebastian Vettel    | 13     | 247    | 7  | 1  | 2  | 5  | 5  | 1  |
| 2  | 0   | Fernando Alonso     | 13     | 187    | 2  | 5  | 1  | –  | 1  | 1  |
| 3  | 0   | Lewis Hamilton      | 13     | 151    | 1  | –  | 4  | 5  | 1  | –  |
| 4  | 0   | Kimi Räikkönen      | 13     | 149    | 1  | 5  | 1  | –  | 1  | 1  |
| 5  | 0   | Mark Webber         | 13     | 130    | –  | 2  | 2  | –  | 3  | 1  |
| 6  | 0   | Nico Rosberg        | 13     | 116    | 2  | –  | –  | 3  | –  | 2  |
| 7  | 0   | Felipe Massa        | 13     | 87     | –  | –  | 1  | –  | –  | 2  |
| 8  | 0   | Romain Grosjean     | 13     | 57     | –  | –  | 2  | –  | –  | 3  |
| 9  | 0   | Jenson Button       | 13     | 54     | –  | –  | –  | –  | –  | –  |
| 10 | 0   | Paul di Resta       | 13     | 36     | –  | –  | –  | –  | –  | 3  |
| 11 | 0   | Adrian Sutil        | 13     | 26     | –  | –  | –  | –  | –  | 3  |
| 12 | 0   | Sergio Pérez        | 13     | 22     | –  | –  | –  | –  | 1  | –  |
| 13 | +1  | Nico Hülkenberg     | 12     | 19     | –  | –  | –  | –  | –  | 1  |
| 14 | −1  | Daniel Ricciardo    | 13     | 18     | –  | –  | –  | –  | –  | 3  |
| 15 | 0   | Jean-Éric Vergne    | 13     | 13     | –  | –  | –  | –  | –  | 5  |
| 16 | 0   | Pastor Maldonado    | 13     | 1      | –  | –  | –  | –  | –  | 3  |
| 17 | +1  | Esteban Gutiérrez   | 13     | 0      | –  | –  | –  | –  | 1  | 2  |
| 18 | −1  | Valtteri Bottas     | 13     | 0      | –  | –  | –  | –  | –  | 1  |
| 19 | 0   | Jules Bianchi       | 13     | 0      | –  | –  | –  | –  | –  | 2  |
| 20 | 0   | Charles Pic         | 13     | 0      | –  | –  | –  | –  | –  | 2  |
| 21 | 0   | Giedo van der Garde | 13     | 0      | –  | –  | –  | –  | –  | 2  |
| 22 | 0   | Max Chilton         | 13     | 0      | –  | –  | –  | –  | –  | –  |
| P  | +/− | Kierowca            | Starty | Punkty | P1 | P2 | P3 | PP | NO | NS |

### Konstruktorzy
| P  | +/− | Konstruktor          | Starty | Punkty | P1 | P2 | P3 | PP | NO | NS |
| -- | --- | -------------------- | ------ | ------ | -- | -- | -- | -- | -- | -- |
| 1  | 0   | Red Bull-Renault     | 26     | 377    | 7  | 3  | 4  | 5  | 8  | 2  |
| 2  | 0   | Ferrari              | 26     | 274    | 2  | 5  | 2  | –  | 1  | 3  |
| 3  | 0   | Mercedes             | 26     | 267    | 3  | –  | 4  | 8  | 1  | 1  |
| 4  | 0   | Lotus-Renault        | 26     | 206    | 1  | 5  | 3  | –  | 1  | 4  |
| 5  | 0   | McLaren-Mercedes     | 26     | 76     | –  | –  | –  | –  | 1  | –  |
| 6  | 0   | Force India-Mercedes | 26     | 62     | –  | –  | –  | –  | –  | 6  |
| 7  | 0   | Toro Rosso-Ferrari   | 26     | 31     | –  | –  | –  | –  | –  | 8  |
| 8  | 0   | Sauber-Ferrari       | 25     | 19     | –  | –  | –  | –  | 1  | 3  |
| 9  | 0   | Williams-Renault     | 26     | 1      | –  | –  | –  | –  | –  | 4  |
| 10 | 0   | Marussia-Cosworth    | 26     | 0      | –  | –  | –  | –  | –  | 2  |
| 11 | 0   | Caterham-Renault     | 26     | 0      | –  | –  | –  | –  | –  | 4  |
| P  | +/− | Konstruktor          | Starty | Punkty | P1 | P2 | P3 | PP | NO | NS |